# Akcja „Burza” w Okręgu Lublin Armii Krajowej

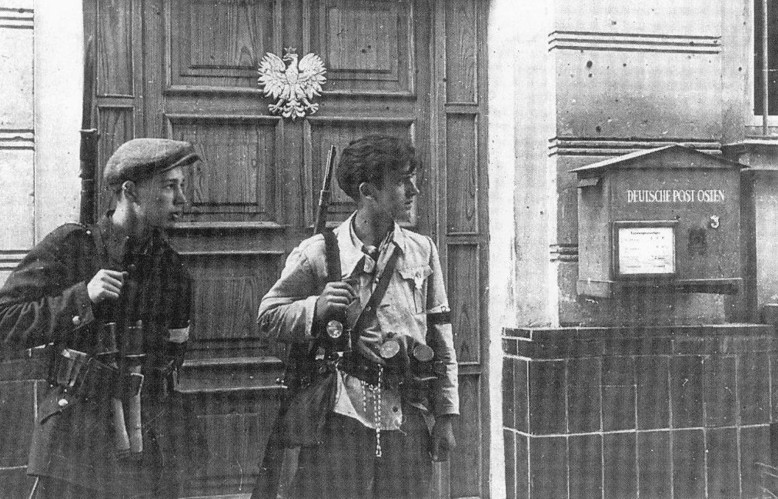
Żołnierze AK podczas akcji „Burza” w Lublinie, lipiec 1944

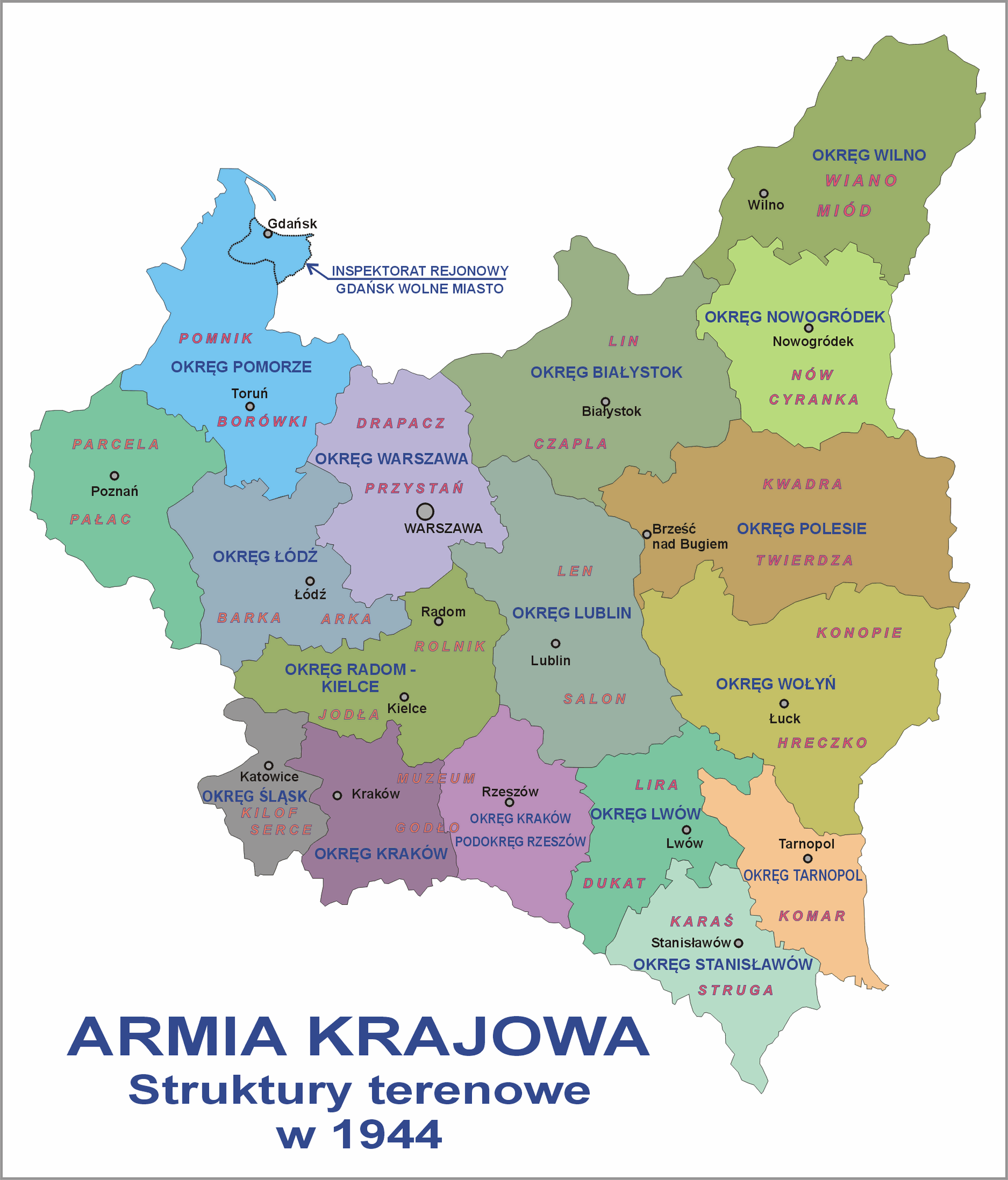
Struktury terenowe Armii Krajowej w 1944

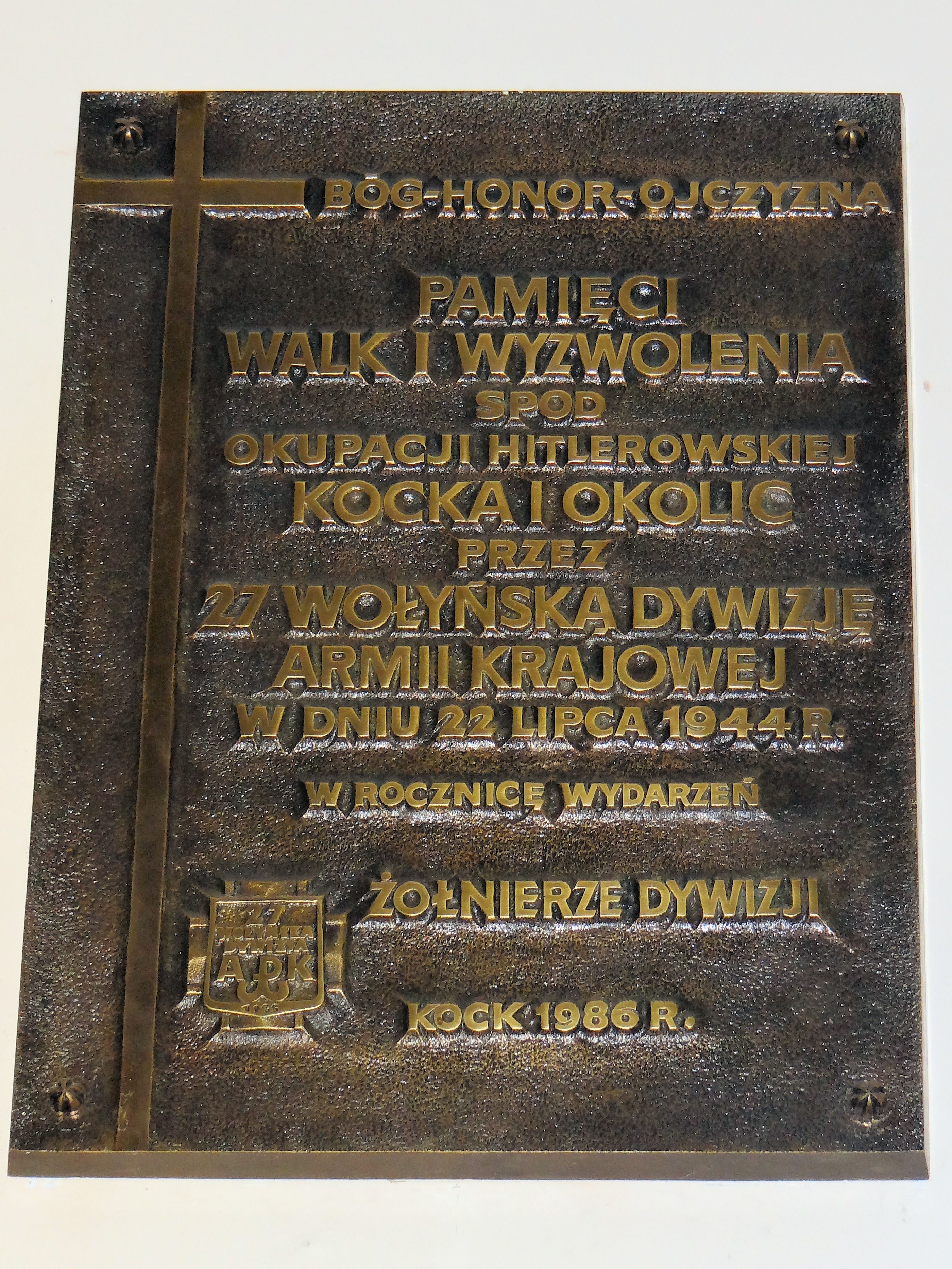
Tablica pamiątkowa w Kościele Wniebowzięcia NMP w Kocku poświęcona pamięci walk i wyzwolenia spod okupacji hitlerowskiej Kocka i okolic przez 27 Wołyńską Dywizję Piechoty 22 lipca 1944

Akcja „Burza” w Okręgu Lublin AK – część akcji wojskowej zorganizowanej i podjętej przez oddziały Armii Krajowej przeciw wojskom niemieckim, w końcowej fazie okupacji niemieckiej, bezpośrednio przed wkroczeniem Armii Czerwonej na terytoria będące w latach 1918–1939 we władaniu i w granicach II RP.

## Historia Akcji Burza na Lubelszczyźnie
Akcja „Burza” w Okręgu Lublin AK była prowadzona od 20 do 29 lipca 1944.
W „Burzy” wzięły udział oddziały 3 Dywizji Piechoty, 9 Dywizji Piechoty, 15 pułku piechoty oraz 27 Wołyńskiej Dywizji Piechoty. Do działań włączyły się też oddziały Batalionów Chłopskich i Państwowego Korpusu Bezpieczeństwa. Ogółem wszystkie zmobilizowane siły liczyły do 20 tysięcy ludzi.
Partyzanci atakowali wycofujące się jednostki niemieckie na całej długości szlaków komunikacyjnych przebiegających przez Lubelszczyznę. W kilkunastu przypadkach bronili pacyfikowane przez hitlerowców miejscowości.
22 lipca 3 batalion 7 pułku piechoty kapitana Bolesława Flisiuka „Jaremy” w Puchaczowie blokował odejście jednostki niemieckiej. Wsparcia ogniowego udzieliła artyleria sowiecka. Do niewoli wzięto około 100 jeńców z dowódcą dywizji włącznie. Zdobyto znaczne ilości uzbrojenia.
Na terenie Inspektoratu Zamość walczyły oddziały 9 pułku piechoty AK majora Stanisława Prusa „Adama”. 21 lipca batalion majora Wilhelma Szczepankiewicza „Drugaka” wyzwolił Bełżec, a 22 lipca razem z żołnierzami z 3 Gwardyjskiej Armii 1 Frontu Ukraińskiego Armii Czerwonej zdobył Tomaszów Lubelski.
Batalion porucznika Adama Piotrowskiego „Doliny” obronił mosty w Bondyrzu i Kaczórkach, współdziałał z oddziałami sowieckimi w walkach o Zwierzyniec i Frampol. Batalion podporucznika Stefana Kwaśniewskiego „Wiktora” atakował Niemców koło Majdanu Wojsławickiego, pod Majdanem Nowym i w Grabowcu. Oddział partyzancki porucznika Józefa Śmiecha „Ciąga” walczył w Skierbieszowie i w rejonie Izbicy oraz Orłowa.
Na terenie Inspektoratu Lublin oddziały miejskie opanowały wiele ważnych obiektów publicznych i przemysłowych. Uratowano dworzec kolejowy w Lublinie. Prowadzono rozpoznanie na korzyść oddziałów sowieckich. Wzięto do niewoli kilkuset żołnierzy niemieckich. Oddziały leśne walczyły w powiecie lubelskim i lubartowskim. 21 i 22 lipca jednostki 27 Dywizji Piechoty AK opanowały Kock, Firlej, Kamionkę, Kozłówkę i Michów. Współdziałając z oddziałem porucznika Józefa Jurałozińskiego „Jura” zdobyły Lubartów.
Na terenie Inspektoratu Puławy walczyły oddziały 8 i 15 pułku piechoty AK. Organizowano zasadzki na drogach Lublin – Kurów, Kazimierz Dolny – Puławy, Puławy – Wąwolnica, Godów – Opole Lubelskie. Opanowano Kurów, Urzędów, Nałęczów, Garbów, Wąwolnicę, Sobolew, Ryki, Końskowolę.
26 lipca oddziały kapitana Stanisława Węglowskiego „Lechity”, porucznika Mariana Sikory „Przepiórki” i podporucznika Franciszka Jerzego Jaskulskiego „Zagona” uczestniczyły w walkach o Puławy. Na przedpolach działał oddział podporucznika Bolesława Frańczaka „Argila”. Oddział podporucznika Mariana Bernaciaka „Orlika” zlikwidował załogę niemiecką w składach amunicji w Stawach. Oddział kapitana Piotra Ignacaka „Sawy” zajął fort na Mierzwiączce. Zgrupowanie podporucznika Klemensa Kurzypa „Wojtyńskiego” opanowało koszary w Stężycy.
W Klementowicach i Sobolewie zatrzymano transporty wojskowe zdobywając uzbrojenie, amunicję i sprzęt wojenny.
24 lipca oddział porucznika Stanisława Łokuciewskiego „Małego” rozbił pod Urzędowem kolumnę niemiecką. Następnie wkroczył do miasta gdzie rozbroił 11 żołnierzy niemieckich i zdobył m.in. broń i sprzęt wojskowy. 25 lipca oddział podporucznika Janusza Furdala „Dębicza” współdziałając z grupą Batalionów Chłopskich podporucznika Jana Jabłońskiego „Drzazgi” obronił mieszkańców Zastowu Polanowskiego od zagłady. Walczono w Końskowoli z oddziałem niemieckim usiłującym podpalić miasteczko.

## Bilans walk
Oddziały Armii Krajowej w Okręgu Lublin prowadząc działania bojowe w ramach Akcji Burza zdobyły lub opanowały samodzielnie w ciągu 9 dni miejscowości: Bełżec, Wąwolnica, Urzędów, Końskowola, Lubartów, Poniatowa, Kock, a wspólnie z wojskami Armii Czerwonej miejscowości: Biała Podlaska, Chełm, Zamość, Międzyrzec Podlaski, Radzyń, Łuków, Krasnystaw, Szczebrzeszyn, Lublin, Puławy i Dęblin.
Jak podaje gen. Tadeusz Bór-Komorowski żołnierze Armii Krajowej zniszczyli kilkanaście czołgów i samochodów pancernych, zdobyli dwie baterie artylerii, kilkanaście dział przeciwpancernych, kilkadziesiąt karabinów maszynowych i wielką ilość innego sprzętu.